# Resclosa d'aire biosegur
Una resclosa d'aire biosegur és un tipus particular de resclosa que permet el pas d'objectes entre dos compartiments sense permetre un intercanvi o flux d'aire contaminat entre ells.

## Descripció
Una resclosa d'aire biosegur és una cambra de dimensions variables, hermètica, proveïda de dues portes o comportes, metàl·liques, molt freqüentment d'acer inoxidable, en sèrie, que no poden ser obertes simultàniament.
Aquestes comportes metàl·liques, proveïdes habitualment de finestres per observar l'interior de la cambra, munten unes juntes pneumàtiques que un cop inflades segellen la porta al seu marc. Alternativament aquest segellat es pot assolir per mitjans físics, porta cargolada.
Aquestes rescloses són típiques de sales netes, que habitualment treballen en sobrepressió per evitar l'entrada de la pols, partícules de brutícia, i d'altres contaminants.
Aquestes rescloses son també presents com a elements barrera per intercanvi de materials i mostres en instal·lacions de biocontenció, que habitualment treballen sempre en depressió (pressió negativa respecte l'ambient) i permet el transit segur de materials entre nivells de bioseguretat diferents. A aquestes rescloses amb sistema de descontaminació també se les anomena SAS (acrònim anglès de Sterilized Air Systems)

## Funcionament

### Cap a nivell de bioseguretat superior
El material a transferir es col·loca dins de la cambra un cop oberta la primera porta. Mentre aquesta porta està oberta l'altra es manté tancada (a moltes instal·lacions aquest control és per bloqueig electromagnètic i no pot ser alterat). Un cop tancada la primera porta es pot obrir la segona i retirar el material.

### Cap a un nivell de bioseguretat inferior
El material a transferir (estèril o inactivat) es col·loca dins la cambra un cop oberta la porta interior. En aquest procés l'aire de la instal·lació de biocontenció (que no es pot assegurar lliure de patògens) omple la cambra de la resclosa. Un cop tancada la porta interior no es podrà obrir la porta exterior sense haver sotmès l'aire de al cambra, i el material que contingui, a una descontaminació, que habitualment s'assoleix per nebulització de formulacions que contenen aldehids, àcid peràcetic, superòxids, etc. encara que també hi ha alguns que fan servir la radiació ultravioleta. També és possible efectuar descontaminacions de la cambra amb la tecnologia dels vapors de peròxid de di-hidrogen. Amb això s'evita que glopades d'aire compromès d'instal·lacions de biocontenció s'alliberin a nivells de bioseguretat 2 i 1 sense cap mena de tractament.